# 日米姉妹都市協会
日米姉妹都市協会（にちべいしまいとしきょうかい、英: Japan-United States Sister City Association、略称：JUSSCA／ジャスカ）は、東京都に拠点を置く日本の非営利団体。現在の会長は、創設者の小山田真。名誉会長は、駐日アメリカ合衆国大使。
目的は、460件以上の日本の自治体及び関連団体がアメリカの自治体と姉妹都市提携を締結する日米間の姉妹都市交流を促進・支援すること。日本は、アメリカの自治体にとって世界最大の姉妹都市提携数を持つ国。駐日アメリカ大使館及び総領事館と各地で連携。

## 経緯
1956年にアメリカ大統領ドワイト・D・アイゼンハワーが設立した全米国際姉妹都市協会に加盟する500以上のアメリカの自治体及び関連団体の間で、理事の選挙が2017年に実施された。全米から地方議員や市長など含め20名近くの有力なアメリカ人の理事が各地で立候補。
その中から、小山田真がトップで初当選し、当協会設立後初めて日本人として理事に当選。当時の会長は、人口で７番目に全米最大のテキサス州サン・アントニオ市の市長。小山田は、理事として日米間の姉妹都市交流の改善を務め、2018年、2019年に会長賞を受賞。
2019年には、サン・アントニオ市にて、小山田が中心となり全米国際姉妹都市協会・国際キフ機構・サン・アントニオ市主催「日本・テキサス・リーダーシップ・シンポジウム」(Japan-Texas Leadership Symposium) を開催。外務省後援。日米両国間の教育と経済に関係する両政府・教育・文化関係者及び有識者等300名が日米から集結。当時のアメリカ合衆国のセカンドレディのカレン・ペンス氏も出席。
2020年に小山田は、全米国際姉妹都市協会の任期を終え退任。
退任後の2020年と2021年に、日米両国間の地域経済を次世代間で促進させる為、キフ・ジャパン、キフアメリカ、日本青年会議所主催「日米サブナショナル青年経済フォーラム」をバーチャルで開催。姉妹都市提携を結ぶ日米の6姉妹都市の各市長及びヤングプロフェッショナルを招待し、姉妹都市を活用した経済交流の課題やメリットなどを一年かけて６回に分けて日米の青年経済界人同士が議論。2021年に、その内容を提言書としてまとめ、日本・アメリカ両政府の諮問機関「日米文化教育交流会議」（カルコン）が、内閣総理大臣へ提出。
これらの活動がきっかけで、2021年に小山田は日米姉妹都市協会を設立することとなった。

## 活動内容
主に、駐日アメリカ大使館及び総領事館と各地で連携して、以下の活動を実施。
- 姉妹都市関連のイベント企画・開催
- アルムナイ組織の運営・管理
- 姉妹都市関連の会員の運営・管理
- 助成金の運営・管理

## 組織構成
理事会で構成され、日米両国間から元アメリカ国務省及び外務省の元特命全権大使及び元外交官、防衛省の元幹部、日米関連の非営利団体幹部などが理事として就任している。
- 名誉会長
- 名誉副会長
- 会長
- 副会長
- 理事